# Pazo de Lobagueiras
El Pazo de Lobagueiras es un pazo señorial situado en el límite del municipio de Touro con el de Boqueijón (provincia de La Coruña). Fue la casa solariega de los López de Nodal. Por los sucesivos matrimonios, pasó a los González-Pardo, a los Velón y, en 1913, a los Fenollera.

## Descripción
El Pazo de Lobagueiras es una edificación del siglo XVIII, de estilo barroco. Tiene planta rectangular, resultado de añadidos posteriores. En la fachada tiene escalinata y otro patín de acceso directo a la planta noble. Asimismo, observamos marqueado en todas sus ventanas.
En la fachada principal destaca el blasón de los López de Nodal.

## Historia
El pazo fue la casa solariega de los López de Nodal, almirantes de la Armada procedentes de Caldas de Reyes. En 1797, Joaquina López de Nodal y Figueirido contrajo matrimonio con José María González-Pardo y Losada, hijo de los condes de Quirós y señores del Pazo de Cardexía. De este matrimonio nació, en 1831, Eduarda González-Pardo y López de Nodal, quien a su vez contrajo matrimonio con Javier Velón y Taboada. El hijo primogénito de este matrimonio, Cesar Augusto Velón y González-Pardo, destacado doctor en derecho que ocupó cargos judiciales en Filipinas, Cuba y Haití, falleció en Manila en 1899. Su hermana, Consuelo Velón y González-Pardo, contrajo matrimonio con José María Fenollera e Ibáñez, momento en el que entran en la casa los Fenollera, actuales propietarios del Pazo de Lobagueiras.